# ثمام كبير
الثمام الكبير أو الدخن الكبير  (بالإنجليزية: Guinea Grass)‏ أو (باللاتينية: Megathyrsus maximus) نوع نباتي عشبي ينتمي لجنس الثمام من الفصيلة النجيلية. موطنه الأصلي اليمن وأفريقيا.
يستعمل كنبات مراعي. وينمو في المناطق العشبية وتحت الأشجار وقرب المجاري المائية. يقاوم الجفاف والحرائق.

## الوصف النباتي
النبات معمر ينتشر بالجذامير.